# Louis-Philippe Gilbert
Pour les articles homonymes, voir Gilbert.
Louis-Philippe Gilbert, connu le plus souvent comme Philippe Gilbert, né à Beauraing en 1832 et mort à Louvain en 1892, est un mathématicien français ayant vécu en Belgique. Professeur à l'Université Catholique de Louvain, se consacrant principalement à la mécanique, il est l'inventeur du barogyroscope.
Il s'intéresse également à l'exploration de l'Afrique au XIXe siècle et publie plusieurs biographies de mathématiciens ainsi qu'une série d'articles relatant ses recherches sur le procès de Galilée.

## Biographie
Fils d'un ancien officier français et d'une mère belge, Louis-Philippe Gilbert (le plus souvent prénommé Philippe) réalise ses études au collège de Dinant puis à l'Université de Louvain, où il est reçu docteur en sciences physiques et mathématiques en 1855. La même année, il y est chargé des cours d'analyse infinitésimale et de mécanique analytique. Il y participe également à la création, en 1864, des Ecoles spéciales des mines, du génie civil, des arts et manufactures, devenues depuis la faculté de sciences appliquées de l'Université de Louvain.
Il est élu associé de l'Académie royale de Belgique dont il démissionne en 1873 à la suite d'une polémique avec un autre membre, Gilbert s'estimant attaqué dans ses convictions religieuses. En 1875, il participe à la création de la Société Scientifique de Bruxelles chargée de regrouper les scientifiques de confession catholique. 

## Le barogyroscope

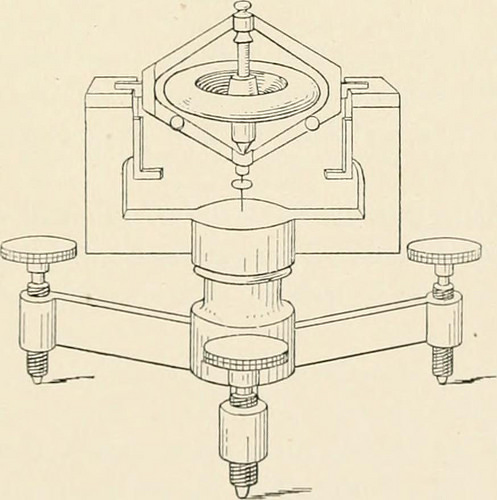
Barogyroscope de Gilbert (croquis présent p. 160 de l'ouvrage A treatise on gyrostatics and rotational motion (1918) d'Andrew Gray

L'expérience, en 1851, du pendule de Foucault suscite de nombreuses recherches. Ernest Lamarle (1806-1875), professeur à l'Université de Gand, énonce le principe du gyroscope peu de temps avant Foucault. Dans la continuité de ces travaux, Philippe Gilbert invente en 1882 le barogyroscope, instrument démontrant la rotation de la Terre, plus simple et maniable que le pendule et le gyroscope de Foucault. Cette invention lui vaut d'être nommé correspondant de l'Institut de France en 1889.

## Autres travaux scientifiques
Gilbert réalise également des travaux dans le domaine de la lumière, développe  une théorie analytique du mouvement relatif,, et, en géométrie infinitésimale des surfaces, une méthode nouvelle fondée sur les notions de flexion et de déviation.

## L'Afrique inconnue
Philippe Gilbert publie en 1863 L'Afrique inconnue : récits et aventures des voyageurs modernes au Soudan oriental. Il y relate les explorations du pays des Adels et du Royaume de Choa par Charles-Xavier Rochet d'Héricourt entre 1839 et 1854, celles menées par Richard Burton et John Speke entre 1856 et 1859 (le Zanguebar dont Zanzibar, les Grands lacs), et les recherches des sources du Nil Blanc.

## Principales publications scientifiques
- Recherches analytiques sur la diffraction de la lumière (1861)
- Cours d'Analyse infinitésimale (1872)
- Mémoire sur l’existence de la dérivée dans les fonctions continues (1872)
- Cours de Mécanique analytique (1877)
- Mémoire sur l'application de la méthode de Lagrange à divers problèmes de mouvement relatif (1883)
- Sur les expériences propres à manifester la rotation de la Terre (1883)